# Lord of Mushrooms
Lord of Mushrooms est un groupe de metal progressif français, originaire de Nice. Officiellement formé en 1999, la formation enregistre son premier disque, un album-concept homonyme, en 2002. Leur deuxième album, Seven Deadly Songs, est publié en septembre 2005. Leur troisième album Perspectives, distribué par Lion Music, est publié en février 2012.

## Biographie
Lord of Mushrooms est formé en 1999 par Laurent James et Julien Negro. Le groupe existait déjà à une date inconnue sous le nom de Dyoxyne. Leur style mélange rock, metal et progressif tel que le pratiquaient des groupes comme Genesis, Pink Floyd ou Marillion dans les années 1970.
La formation enregistre son premier disque, un album-concept homonyme, en 2002. Lord of Mushrooms est publié sur le label français Musea, et permet aux cinq musiciens de se faire connaître progressivement dans le monde entier, l'album étant distribué des États-Unis au Japon. Les concerts et les grandes scènes se succèdent, permettant au groupe de se produire un peu partout en Europe (France, Belgique, Italie). 
Leur deuxième album, Seven Deadly Songs, est publié en septembre 2005. Il est distribué cette fois-ci par le label finlandais Lion Music. Le groupe propose un nouvel album-concept, basé sur les sept péchés capitaux. Au mois d'octobre 2005, la formation se produit à Pékin lors du Midi Music Festival, le plus grand festival de rock jamais organisé en Chine. Depuis septembre 2009, le groupe compte dans ses rangs le chanteur Gustavo « Gus » Monsanto. 
Leur troisième album Perspectives, distribué par Lion Music, est publié en février 2012. Cette même année, en avril, sort leur premier clip officiel sur YouTube,.

## Style musical
Selon Metal Impact, les membres du groupe sont « très loin des clichés du metal progressif, ils développent une musique des plus sophistiquées agrémentée d’un soupçon de classique et de jazz. »

## Membres

### Membres actuels
- Gustavo « Gus » Monsanto - chant
- Luca Mariotti - claviers
- Marco Talevi - batterie
- Laurent James - guitare (depuis 1999)
- Julien Negro - basse (depuis 1999)

### Anciens membres
- Mickaël James - batterie
- Brice Volodia - batterie
- Christian Grassart - batterie
- Quentin Benayoun - claviers, programmation
- William Morabito - chant
- Lionel - chant
- Julian Vallespi - chant

## Discographie
- 2002 : Lord of Mushrooms
- 2005 : Seven Deadly Songs
- 2012 : Perspectives